# تعليم تعاوني

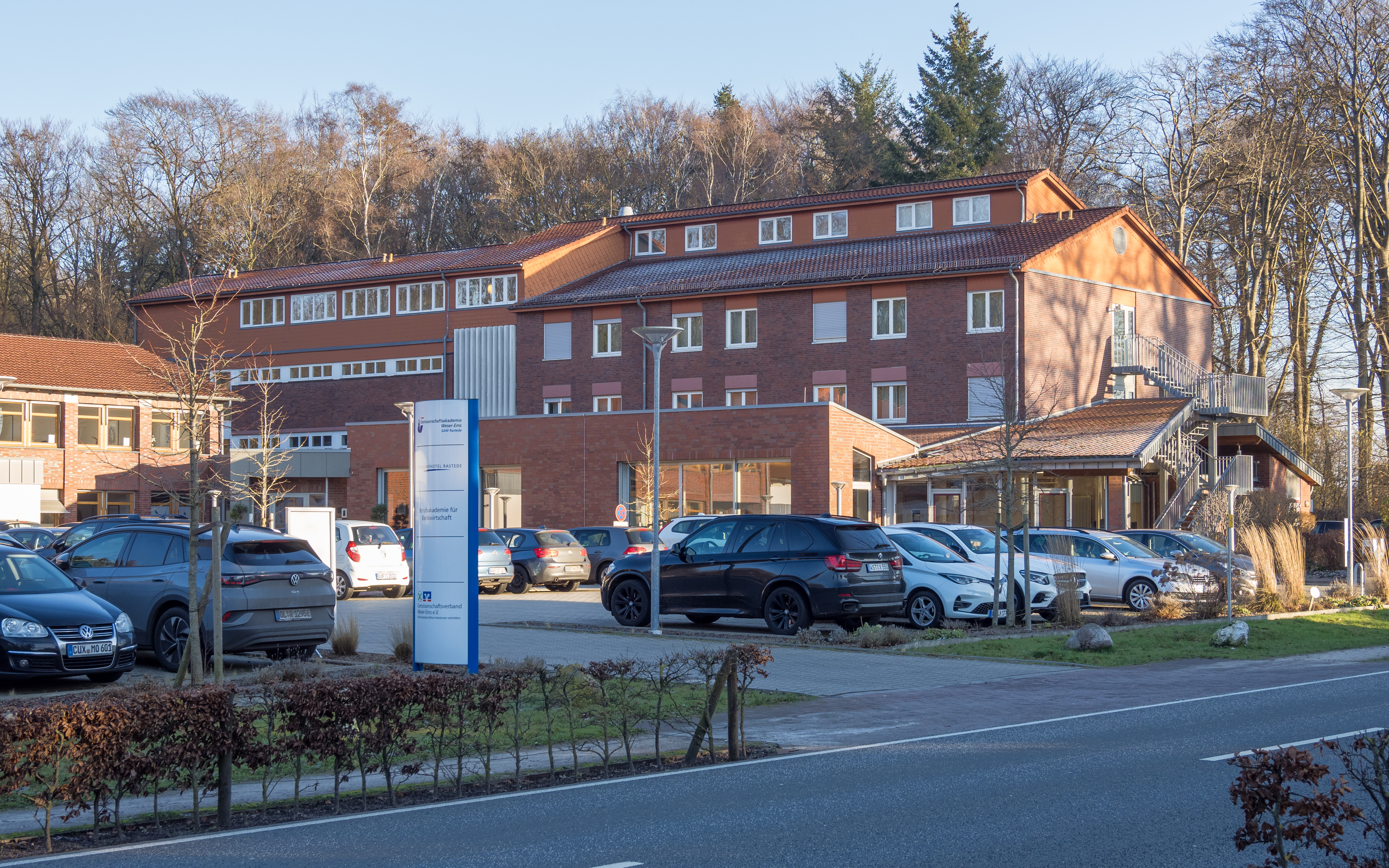
فندق أكاديمي في ألمانيا

التعليم التعاوني هو أسلوب منظم للجمع بين الفصول الدراسية مع التعليم القائم على الخبرة العملية المكتسبة من العمل مقابل أجر، التعاونية توفير فرصة للطلاب للاستفادة من التعليم وتطبيقه على مكان العمل، ثم أخذ المعارف والمهارات التي يكتسبها التلاميذ في الفصول الدراسية إلى العالم الحقيقي. الجمع في هذه التجارب يعطي الطلاب فرصة لاكتساب خبرة عملية والتدريب والمعرفة التي يتلقونها في الفصول الدراسية التي يحتاجونها للعثور على عمل واستكشاف المسارات الوظيفية الممكنة للمستقبل.